# Acipenser dabryanus
Lo storione di Dabry o storione dello Yangtze (Acipenser dabryanus) è un pesce della famiglia degli Acipenseridi. È endemico della Cina. Si considera che la specie sia estinta in natura.